# Göteborg City Arena
Die Göteborg City Arena war eine 1,65 Kilometer lange, temporäre Rennstrecke auf dem Frihamnspiren im ehemaligen Freihafengebiet von Göteborg. Sie war von 2008 bis 2014 die einzige aktive temporäre Rennstrecke in Schweden.

## Geschichte
Die 2008 eingeweihte Strecke war zwischen 2008 und 2014 Schauplatz von Rennen der Swedish Touring Car Championship, der Nachfolgeserie der Scandinavian Touring Car Championship und der TTA Elite Series (2012).
Die STCC-Veranstaltung 2012 auf der Rennstrecke trug den Namen „Eco Drive Arena“, da der Schwerpunkt auf umweltfreundlichem Kraftstoff lag, mit dem alle Fahrzeuge während des Rennwochenendes fuhren. 2014 war das letzte Jahr der STCC-Rennen in der Göteborger City Arena. In der Folge lief der Vertrag für die Strecke aus und die Stadt Göteborg beschloss, auf dem Gelände Wohnungen zu bauen. Eine letzte geplante Ausgabe 2015 musste wegen einer terminkollision mit dem Volvo Ocean Race abgesagt werden. Die Anlage wurde im Frühjahr 2015 abgerissen.

## Streckenbeschreibung

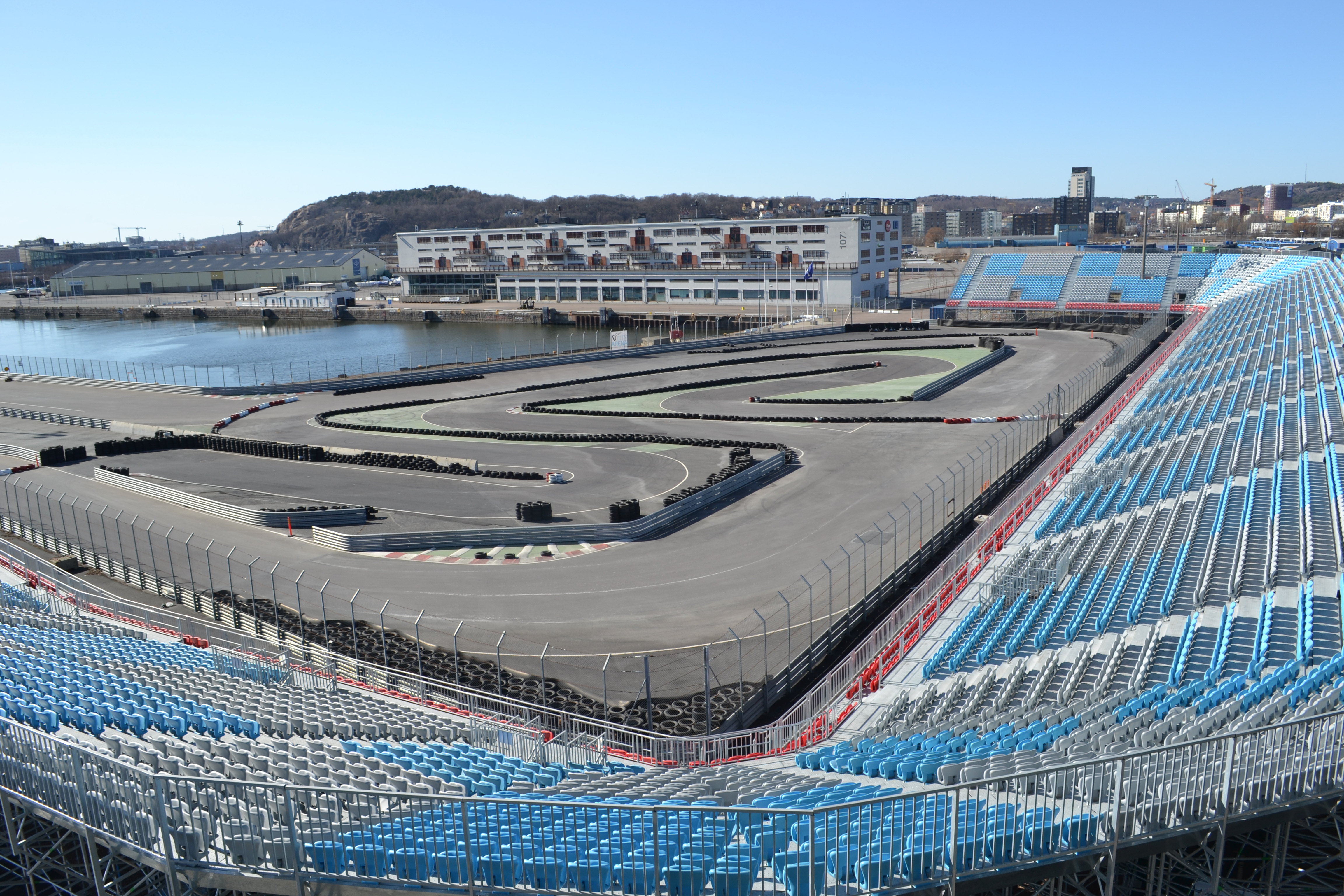
Tribüne Nord 10.630 Sitzplätze mit Übersicht über die Kartbahn

Die Strecke war rund 1650 Meter lang, die längste Gerade beträgt 650 Metern. Die insgesamt 13 Kurven beinhalten zwei Haarnadelkurven, die sich am jeweiligen Ende des Rundkurses befinden. Die Tribünenanlagen, zum Teil mit Sitzplätzen bieten Platz für mehr als 45.000 Zuschauer. Im Juni 2014 ist die Rennstrecke wieder Austragungsort des Göteborg City Race Wochenende mit der STCC-Serie, dem Porsche Carrera Cup und dem Renault Clio Cup.
Der nördliche Teil der Strecke im Bereich der Haarnadelkurve mit Tribüne wurde ganzjährig als Kartbahn genutzt.